# Ruská ženská hokejová reprezentace
Ruská ženská hokejová reprezentace je výběrem nejlepších hráček ledního hokeje z Ruska. Od roku 1997 se účastní mistrovství světa žen. Nejlepší výsledek z tohoto šampionátu pochází z let 2001, 2013 a 2016, kdy ruská ženská hokejová reprezentace vybojovala bronz. Má též 4 účasti na zimních olympijských hrách, kde své maximum předvedla v roce 2002 pátým místem.

## Mezinárodní soutěže

### Olympijské hry
Rusko startovalo na čtyřech ženských turnajích v ledním hokeji na zimních olympijských hrách.
| ZOH  | Místo konání                | U        |
| ---- | --------------------------- | -------- |
| 2002 | USA (Salt Lake City)        | 5. místo |
| 2006 | Itálie (Turín)              | 6. místo |
| 2010 | Kanada (Vancouver)          | 6. místo |
| 2014 | Rusko (Soči)                | DSQ      |
| 2018 | Jižní Korea (Pchjongčchang) | 4. místo |
| 2022 | Čína (Peking)               | 5. místo |

### Mistrovství světa
Na mistrovství světa startuje Rusko od roku 1997. Hraje stále v elitní skupině.
| MS   | Místo konání                             | M                | U  |
| ---- | ---------------------------------------- | ---------------- | -- |
| 1997 | Kanada (různá města v provincii Ontario) | —                | 6. |
| 1999 | Finsko (Espoo)                           | —                | 6. |
| 2000 | Kanada (různá města v provincii Ontario) | —                | 5. |
| 2001 | USA (různá města ve státě Minnesota)     | Bronzová medaile | 3. |
| 2004 | Kanada (Halifax, Dartmouth)              | —                | 5. |
| 2005 | Švédsko (Linköping)                      | —                | 8. |
| 2007 | Kanada (Winnipeg, Selkirk)               | —                | 7. |
| 2008 | Čína (Charbin)                           | —                | 6. |
| 2009 | Finsko (Hämeenlinna)                     | —                | 5. |
| 2011 | Švýcarsko (Curych, Winterthur)           | —                | 4. |
| 2012 | USA (Burlington)                         | —                | 6. |
| 2013 | Kanada (Ottawa)                          | Bronzová medaile | 3. |
| 2015 | Švédsko (Malmö)                          | —                | 4. |
| 2016 | Kanada (Kamloops)                        | Bronzová medaile | 3. |
| 2017 | USA (Plymouth)                           | —                | 5. |

### Mistrovství Evropy
Rusko startovalo na posledních dvou ročnících mistrovství Evropy. Napoprvé vyhrálo skupinu B a o rok později na domácí půdě získalo stříbrné medaile.
| MS   | Místo konání      | M                | U  | D | UD |
| ---- | ----------------- | ---------------- | -- | - | -- |
| 1995 | Dánsko (Esbjerg)  | —                | 7. | B | 1. |
| 1996 | Rusko (Jaroslavl) | Stříbrná medaile | 2. | A | —. |